# Estremera
Estremera település Spanyolországban, Madrid tartományban. Estremera Fuentidueña de Tajo, Valdaracete, Brea de Tajo, Almoguera, Barajas de Melo, Belinchón és Zarza de Tajo községekkel határos. Lakosainak száma 1467 fő (2024).

## Népesség
A település népessége az utóbbi években az alábbiak szerint változott:
| Lakosok száma | 1049 | 1156 | 1486 | 1518 | 1486 | 1410 | 1261 | 1260 | 1410 | 1467 |
|               | 2001 | 2004 | 2007 | 2009 | 2012 | 2014 | 2017 | 2019 | 2022 | 2024 |